# Reinder Zwolsman
Reinder Zwolsman (Maassluis, 29 augustus 1912 – Wassenaar, 1 februari 1988) was een Nederlands zakenman. Als de eerste belangrijke Nederlandse projectontwikkelaar werd hij in de jaren zestig van de twintigste eeuw een bekende Nederlander.

## Biografie

#### Leertijd
Zwolsman werd geboren als jongste van zeven kinderen van een zeeloods. Na de HBS te hebben voltooid volgde Zwolsman een jaar lang een opleiding tot onderwijzer, en daarna enige tijd een zangopleiding aan het Koninklijk Conservatorium. Zwolsman begon zijn carrière echter in het aannemingsbedrijf van zijn oom in Scheveningen dat in 1933 failliet ging, waarna Zwolsman onder eigen naam makelaarsactiviteiten ging verrichten.
Hij kreeg een ernstig auto-ongeval, met de gevolgen waarvan hij nog jarenlang zou kampen. Mede ten gevolge hiervan ging Zwolsman op 12 september 1938 failliet; het faillissement werd enige weken later weer opgeheven. Vervolgens kocht hij de lege NV ABEX (aanneming-, bouw- en exploitatiebedrijf), waarin hij zijn activiteiten onderbracht.

#### De Tweede Wereldoorlog
In de oorlogsjaren bouwde Zwolsman zijn onroerendgoedbelangen uit met de aankoop van verschillende kleinere vastgoedportefeuilles. Alhoewel soms wordt beweerd dat Zwolsman zich inliet met bunkerbouw of andere bouwactiviteiten voor de Duitsers of de handel in panden van voormalige Joodse eigenaren, is vastgesteld dat daarvan geen sprake is geweest. In de loop van 1944 bracht Zwolsman alle bedrijven, inclusief ABEX, onder in de NV Nassaulaan.
Vanaf 1942 raakte Zwolsman betrokken bij het verzet. Aanvankelijk financierde hij verzetsactiviteiten. Zo schonk hij geld voor de bouw van een geheime zender; aan beroepsofficieren die zich aan de collectieve aanmelding onttrokken; voor hulp aan ondergedoken Joden en voor de Zeemanspot. Onderzoek na de oorlog wees uit dat Zwolsman van de in totaal door hem gemaakte zwarte winsten (per ultimo 1944 circa 640.000 gulden) maar liefst 400.000 gulden besteed heeft aan anti-Duitse doeleinden.
Begin 1944 kwam hij in contact met het NSB-lid Jan Haakman. Deze was betrokken geweest bij ondoorzichtige transacties met de Sicherheitsdienst (SD). In de loop van 1943 besefte hij op het verkeerde paard te hebben gewed en besloot hij van zijn goede relaties met de SD gebruik te maken om gearresteerde landgenoten vrij te krijgen. Later zou hij verklaren aldus goed te willen maken wat hij in de eerste oorlogsjaren verkeerd had gedaan. Zwolsman, daarin gesteund door zijn verzetsrelaties, besloot via Haakman te trachten illegale werkers vrij te krijgen. Daartoe voorzag hij Haakman van ruime financiële middelen, waarmee Haakman drank en rookwaren kon aanschaffen om zo SD'ers te vriend te kunnen houden.
Vanaf augustus 1943 raakt Zwolsman betrokken bij het in Londen gevestigde Bureau Bijzondere Opdrachten (BBO). De door dit bureau uitgezonden marconist Jan Steman ging samenwerken met de Haagse verzetsman Cock van Paaschen. De leden van diens groep, waarvan ook Zwolsman deel uitmaakte, werden BBO-agenten.
In september 1944 deden zich in Den Haag twee bijzondere ontwikkelingen voor die via Zwolsman met elkaar verbonden zouden raken. De Duitse SD'er Hillesheim besloot te deserteren en onder te duiken. Bij zijn zoektocht naar onderdak kwam hij in contact met de Haagse verzetsman Henk Alsem. Aangezet door de na Dolle Dinsdag ontstane stemming, had Alsem het plan opgevat om met zijn Admiraal Doormangroep aanslagen te plegen op Duitse wapendepots en zo wapens voor het verzet te bemachtigen. Alsem legde naam- en adreslijsten aan van zijn medewerkers, waaronder veel scholieren. Het Haagse verzet, hiermee geconfronteerd, vreesde enerzijds dat een aanslag op een wapendepot tot ongekende Duitse represailles aanleiding zou geven, anderzijds dat bij de intensieve Duitse zoektocht naar de 'afvallige' Hillesheim de lijsten van Alsem in Duitse handen zouden vallen. Het verzet besloot Alsem zijn bewegingsvrijheid te ontnemen. Vervolgens vernam Haakman van de SD'er Frank dat deze de Admiraal Doormangroep wilde oprollen, waarbij hij suggereerde te beschikken over de namenlijst van de groep. Frank toonde zich tegenover Haakman bereid deze actie achterwege te laten, indien hij hulp ontving bij het opsporen van Hillesheim. Haakman vertelde dit aan Zwolsman, die het besprak met leden van de Haagse illegaliteit, met name met A. van Velsen, oprichter van het Nationaal Comité van Verzet. Zij kwamen tot de conclusie dat het verantwoord was Hillesheim, wiens positie sowieso een groot risico voor het Haagse verzet vormde en die bepaald geen 'schoon' verleden bij de SD had, uit te leveren in ruil voor het sparen van de leden van de Admiraal Doormangroep alsmede degenen die Hillesheim hadden helpen onderduiken en ook een vijftal vooraanstaande geïnterneerde Nederlanders (Ben Telders, Koos Vorrink, Johan Ringers, Stuuf Wiardi Beckman en Eduard Meijers).
Frank verklaarde tegenover Haakman de eerste twee voorwaarden in te kunnen willigen, de laatste voorwaarde was echter te hoog gegrepen. Hillesheim werd gevonden en aan Frank gelaten. Frank hield zich van zijn kant aan de voorwaarden. Hij was zeer ingenomen met de diensten van Haakman en Zwolsman en verleende Zwolsman papieren waaruit bleek dat deze voor de SD werkte en met zijn eigen auto mocht rijden. Dit stelde Zwolsman in staat om wanneer hij op pad ging voor diensten aan de SD, zoals het afleveren van SD-gevangenen, en via Haakman in vrijheid gestelde gevangenen huiswaarts te rijden, tegelijkertijd diensten voor het verzet uit te voeren, zoals het vervoer van personen naar en van illegale besprekingen, van geheime documenten, van ondergedokenen naar dorpen aan de rand van de rivieren, die de grens met het vrije zuiden vormden, tot en met het ophalen van vanuit Engeland gedropten, waaronder de later met de Militaire Willems-Orde onderscheiden verzetsheldin Jos Gemmeke.
Vanaf januari 1945 raakte het verzet betrokken bij het plegen van overvallen op zwarthandelaren en hamsterende boeren. Omdat ook de SD tot taak had de zwarthandel te bestrijden, deed Zwolsman zich daarbij soms voor als SD-agent. Dit bracht sommigen van de aanwezigen in de veronderstelling dat Zwolsman een handlanger van de Duitsers was.

## Na de oorlog
Als gevolg van Zwolsmans dubbelspelactiviteiten en met name omdat hij zich daarbij soms jegens derden voordeed als SD-agent, werden van diverse kanten beschuldigingen tegen hem geuit. Ook zijn rol bij het optreden tegen zwarthandelaren, als lid van een arrestatieteam na de bevrijding en bij de uitlevering van Hillesheim werden hem verweten. Op 7 december 1945 werd hij gearresteerd en hij zat bijna 10 maanden in voorarrest. Procureur-generaal Mr. Johannes Zaaijer, belast met de opsporing en vervolging van oorlogsmisdaden bij het Bijzonder Gerechtshof besloot een onderzoek in te stellen naar de handel en wandel van Zwolsman in de oorlog. In het bijzonder verweet Zaaijer hem de uitlevering van Hillesheim en de gepleegde overvallen op zwarthandelaren, voor welke feiten hij hem liet vervolgen. Het Gerechtshof achtte de overvallen niet rechtmatig, maar legde ter zake geen straf op, omdat de overvallen waren gepleegd met het doel de vijand te benadelen. Ter zake de uitlevering van Hillesheim werd hij vrijgesproken. Het Hof erkende dat het doel, de bescherming van de groep Alsem, het zwaarst moest wegen. Het Hof overwoog verder dat ter terechtzitting was gebleken dat Zwolsman zich voor de nationale zaak op velerlei gebied verdienstelijk had gemaakt, grote financiële offers had gebracht en niet de opbrengsten van de gepleegde overvallen aan zichzelf ten goede had doen komen, maar juist aan goede doeleinden had besteed.
Toen toch nog belastende geluiden werden gehoord, schreef mr Zaaijer aan de advocaat van Zwolsman dat hij dit ten zeerste betreurde; dat hij Zwolsman nooit had gezien als landverrader of collaborateur en dat hij evenmin had getwijfeld aan diens goede Nederlandse gezindheid. Het was hem er vooral om te doen geweest, het openbare gerucht om de persoon van Zwolsman door een onpartijdig onderzoek en beslissing te beëindigen. Zaaijer schreef: "De onaangenaamheden die Zwolsman als gevolg van de tegen hem behandelde strafzaak ondervindt, kan niet het gevolg zijn van de voor hem zo bijzonder gunstige beslissing van het Bijzonder Gerechtshof, welke niet zuiver formeel was, maar duidelijk een goedkeurend oordeel gaf over Zwolsmans gedragingen en de strekking van een rehabilitatie had."
Op 28 februari 1951 ontving Zwolsman van koningin Juliana de Bronzen Leeuw wegens 'moedige en beleidvolle daden in de strijd tegen de vijand'. Loe de Jong merkt op: "Over dat beleidvolle valt, dunkt ons, te twisten – het woord ‘moedige’ was terecht gebruikt. In tegenstelling tot vele anderen heeft Zwolsman in de bezettingsjaren herhaaldelijk zijn leven in de waagschaal gesteld."

#### De wederopbouw
Na de oorlog richtte Zwolsman zich met zijn beursgenoteerde bouwmaatschappij Verenigde Aannemings Bedrijven v/h Zwolsman, op de vele plannen die in het hele land ontwikkeld werden voor de wederopbouw van Nederland, en de bijbehorende gelden. Gedurende de jaren vijftig introduceerde het bedrijf de zogenaamde prefabricage-bouwmethode. Het had bouwprojecten lopen ter waarde van honderden miljoenen guldens. In heel Nederland leverde Zwolsman nieuwbouwwijken met duizenden woningen tegelijk op, maar hij richtte zich vooral op Den Haag. In 1959 bouwde hij de nieuwe Pier van Scheveningen in opdracht van de E.M.S. Na een reeks fusies en overnames noemde hij zijn bouwbedrijf vanaf 1960 Intervam.
In 1961 veranderde Zwolsman van bouwer in projectontwikkelaar. Hij verliet Intervam en kocht voor 3 miljoen gulden de Landbank, een sluimerende financieringsmaatschappij met onder meer 500 huizen in bezit. Hij trok vreemd vermogen aan en begaf zich op het overnamepad. In heel Nederland kocht en exploiteerde Zwolsman kantoor- en bedrijfspanden. Al in 1956 had hij de gigantische villa Kareol in Aerdenhout gekocht. Naast 'private equity' wist Zwolsman ook vele kleine beleggers te interesseren. In de vroege jaren zestig verwierf Zwolsman zo de Houtrusthallen (1963), het Gebouw voor Kunsten en Wetenschappen en het landgoed Backershagen (1962) in Den Haag, in Amsterdam onder andere het Lido, San Marco en Theater Carré (1963), in Rotterdam een deelbelang in de Euromast (1964), de hotels Huis ter Duin, Palace en Rembrandt te Noordwijk en in Vlissingen Grand Hotel Britannia. Terzelfder tijd werd een aanvang gemaakt met de bouw van het Badmotel Westkapelle, eveneens in Zeeland. Verder verwierf de Landbank in 1963 Rutten's Bierbrouwerij ‘De Zwarte Ruiter’ in Rotterdam, met als bekende dochter de landelijke cafetariaketen Ruteck’s.
Zwolsman, die zich tijdens zijn voorarrest in 1946 had aangesloten bij de Rooms-Katholieke Kerk, steunde de Katholieke Volkspartij (KVP) financieel. In 1956 werd voormalig minister-president Louis Beel commissaris van de bouwmaatschappij. Zwolsman deed ook aan liefdadigheid; zo bekostigde hij de bouw van een toren bij de kerk van Onze Lieve Vrouw van Lourdes in Scheveningen (tussen de Berkenbosch Blokstraat en de 2e Messstraat; 1965) en schonk hij een kantoorvilla aan de Rijksuniversiteit Leiden. Bovendien reikte de E.M.S. jaarlijks haar Cultuurprijzen uit. Tijdens de actie Open het Dorp schonk Zwolsman in het geheim de benodigde grond voor Het Dorp.

#### Expansie in de jaren zestig
In 1962 begon Zwolsman zijn twee meest spraakmakende bouwprojecten. Als eerste verwierf hij de Exploitatiemaatschappij Scheveningen (E.M.S.), eigenares van alle grootschalige horeca in de badplaats Scheveningen, inclusief het Kurhaus en het Circustheater. Zwolsman presenteerde daarop ambitieuze plannen voor de badplaats, die in die tijd vooral bestond uit 'vergane glorie'-gebouwen die in slechte staat van onderhoud verkeerden. De Italiaanse architect Pier Luigi Nervi tekende een uitgebreid plan dat de sloop van een groot deel van de badplaats behelsde en naast enkele wolkenkrabbers een piramidevormig hotel bevatte.
Ook voor het Haagse centrum had Zwolsman een Plan-Nervi in petto. Zwolsman sprak van een project met internationale allure en schermde met belangstelling van Amerikaanse investeerders. In het Wijnhavengebied moesten hotels, winkels, woningen en parkeergarages komen. Blikvanger was een 130 meter hoge kantoortoren, waarvoor Zwolsman de Rijksgebouwendienst hoopte te interesseren. De provincie Zuid-Holland voelde echter niets voor de massale kantoortoren en ging in 1964 al dwarsliggen.
Voor de Haagse nieuwbouwwijk Mariahoeve plande Zwolsman de bouw van een enorm winkelcentrum. Het moest 'De Horst' gaan heten en had de Rotterdamse Lijnbaan als voorbeeld. De Haagse gemeenteraad wees het plan echter af omdat men vreesde voor concurrentie met de detailhandel in het Haagse centrum.
In de Haagse randgemeente Rijswijk begon de E.M.S. van Zwolsman in 1963 met de bouw van flatwoningen aan de Prinses Beatrixlaan. Zwolsman presenteerde een plan om landelijk 6000 woningen per jaar te bouwen. Er werd gedacht aan projecten in Den Haag, Vlissingen, Tilburg, Alphen aan den Rijn, Middelburg en Nijmegen. In Rijswijk leverde Zwolsman 'In de Bogaard' op, het grootste winkelcentrum van Nederland, vernoemd naar Rijswijks burgemeester A.Th. Bogaardt. De dochteronderneming Mecom experimenteerde er met commerciële televisie via een gesloten circuit.
Samen met Shell begon Zwolsman begin jaren zestig met de bouw en exploitatie van benzinestations. Sindsdien zou hij zich blijvend inzetten voor de vestiging van een benzinestation op of nabij zijn bouwlocaties.

#### Commerciële televisie
Mecom bouwde een gesloten tv-circuit in de horecalocaties in Scheveningen. De E.M.S. begon een impresariaat voor Nederlandse artiesten als Karin Kraaykamp, de Wama's en Johnny Lion, met als doel het inhuren van entertainment voor de horeca van de E.M.S. en Ruteck's te stroomlijnen. In 1963 was Zwolsman, net als enkele andere partijen, betrokken bij plannen voor een Nederlands commercieel televisienet. Samen met banken en uitgeverijen probeerde hij met zijn T.E.R. een concessie te krijgen voor een (commercieel) Nederland 2, maar de regering besloot die concessie na protesten van PvdA, ARP en CHU niet uit te geven. Zwolsman stichtte later dat jaar met Pieter Schelte Heerema, Sidney J. van den Bergh, Cornelis Verolme en de bank Teixeira de Mattos de Reclame Exploitatie Maatschappij, het eerste Nederlandse commerciële televisiestation, waaruit later de omroepvereniging TROS is voortgekomen. Om de Nederlandse wetgeving te omzeilen zond men vanaf augustus 1964 uit van het REM-eiland, een kunstmatig eiland buiten de territoriale wateren voor de kust van Noordwijk, gebouwd op de werven van Verolme. Na een snelle wetswijziging werd de zendapparatuur echter al in december 1964 bij een inval door de Koninklijke Marine in beslag genomen.

#### Neergang
De naoorlogse architectuur werd algemeen al vrij snel zeer lelijk gevonden en ook Zwolsman ontsnapte niet aan dat sentiment. Omdat het Ministerie van Volkshuisvesting regelmatig zijn bouwplannen dwarsboomde, weigerde hij in 1963 zijn Kurhaushotel ter beschikking te stellen voor de NAVO-conferentie in Scheveningen. Hiermee probeerde hij de Nederlandse regering soepelheid te doen tonen bij zijn bouw- en verbouwingsaanvragen. De gemeente Den Haag was furieus. De Haagse burgemeester Kolfschoten veegde in zijn nieuwjaarstoespraak voor 1964 de vloer aan met Zwolsmans plannen en beschuldigde hem van megalomanie. Door het gedoe met de piratenzender R.E.M., het opknippen van de geliefde horecaketen Ruteck's en het koketteren met zijn vermogen van honderden miljoenen tijdens interviews met KRO's Brandpunt wekte Zwolsman de indruk zich boven alles en iedereen verheven te voelen. Hij wantrouwde de pers en richtte daarom een eigen tijdschrift op, de E.M.S.-monitor, onder redactie van de schrijver Leonhard Huizinga. Later in 1964 brandde het Gebouw voor K & W aan de Zwarteweg in Den Haag af, een door de Hagenaars zeer geliefd theater. Zwolsman gaf toe 2 miljoen gulden winst te maken op de verzekeringsuitkering, die overigens geheel werd geherinvesteerd in de verbouwing van het Scheveningse circustheater. Dit voedde de geruchten over brandstichting, hoewel daarvoor nooit bewijzen zijn gevonden. Branden zouden Zwolsman blijven achtervolgen: villa Backershagen sneuvelde in de vlammen en veel later werden in Scheveningen ook het Palais de Danse en het Grand Hotel door brand verwoest, hoewel die toen al waren verkocht aan Verenigde Bedrijven Bredero.
Met de semi-illegale plaatsing van het vierde 'eiland' van de Scheveningse Pier bruuskeerde Zwolsman de overheden opnieuw. Hij negeerde de regelgeving van minister Andriessen (CHU) van Economische Zaken toen hij de toegangsprijzen van de Pier verdubbelde. Door de voortdurende stagnatie van de plannen voor het Wijnhavengebied, overigens niet alleen de schuld van Zwolsman, verpauperde de kavel zienderogen en jarenlang lag het centrum van Den Haag braak.
Begin jaren zeventig was Zwolsman een van de meest gehate figuren in Den Haag, en ook zijn oorlogsverleden bleek opeens verre van vergeten. In diezelfde periode ging het bergafwaarts met de bedrijven van Zwolsman. Vele kleine beleggers verloren hun in aandelen E.M.S. belegde geld, evenals Zwolsman zelf. Een deel van het onroerend goed werd overgenomen door de Amsterdamse handelaar Maup Caransa. De E.M.S. verkocht zijn Scheveningse bezittingen in 1973 voor 56 miljoen gulden aan Bouwbedrijf Bredero, naar eigen zeggen omdat hij het getreuzel van de gemeente inzake besluitvorming beu was. In 1974 kreeg Zwolsman een auto-ongeluk; hij kon maar ternauwernood uit zijn brandende Bentley gered worden. Na dit ongeluk kreeg Zwolsman last van hoofdpijnaanvallen, die hem dwongen met pensioen te gaan.
De laatste Zwolsmanbedrijven, waaronder de E.M.S., werden in 1978 geliquideerd. In 1981 kondigde Zwolsman zijn comeback aan: hij presenteerde plannen voor het wetenschappelijk pretpark 'Futurama' dat moest worden gerealiseerd bij Oude Pekela (Pekelahof) in Oost-Groningen en waar ook Chriet Titulaer bij betrokken was. De plannen werden echter korte tijd later reeds afgeblazen omdat hij zijn financiële verplichtingen niet na kon komen.
Zwolsman overleed in 1988 op 75-jarige leeftijd en is begraven op de R.K. Begraafplaats Sint Petrus Banden te Den Haag.